# Robat-e Qarah Bil
Robat-e Qarah Bil (în persană رباطقره بيل, de asemenea, romanizat ca Robāț-e Qarah Bīl, Rebāț-e-Qarehbīl, Ribāt-i-Qarabīl și Robāț-e Qareh Bīl) este un sat din districtul rural Golestan, în districtul central al județului Jajrom, North Khorasan Province, Iran. La recensământul din 2006, populația sa era de 788 de locuitori, în 194 de familii.